# Полный вперёд!
«Полный вперёд!» — двенадцатый студийный альбом Григория Лепса. Премьера альбома состоялась на юбилейных концертах певца 4, 5, 7 и 8 декабря 2012 года в концертном зале «Crocus City Hall».
В альбом вошло 11 треков: 2 из которых уже успевшие стать хитами «Водопадом» и «Лондон» (дуэт с Тимати) и остальные совершенно новые композиции, которые впервые прозвучали на юбилейных концертах.
Официально альбом поступил в продажу 11 декабря 2012 года, а эксклюзивный предзаказ цифрового альбома был доступен уже 4 декабря на iTunes Store Russia. 8 октября 2013 года альбом вышел на виниле.

## История
15 июля 2011 года на концерте в «Crocus City Hall», посвященном дню рождения Григория Лепса, зрители впервые услышали песню «Водопадом».
26 июля 2011 года Григорий Лепс в рамках фестиваля «Новая Волна» исполнил композицию «Судьба — зима».
27 июля 2012 года Григорий Лепс в рамках творческого вечера Константина Меладзе на фестивале «Новая Волна» исполнил композицию «Се ля ви», а 28 июля 2012 — дуэтную премьеру с Тимати «Лондон».
13 ноября на YouTube состоялась долгожданная премьера клипа на песню Тимати и Лепса — «Лондон».
1 декабря 2012 года получил премию «Золотой граммофон» за композицию «Водопадом».
19 апреля 2013 года Григорий Лепс получил Премию «ZD Awards» в номинации «Альбом года».
25 мая 2013 года был удостоен премий «RU.TV 2013» в номинациях «Лучшая песня» (песня «Водопадом») и «Лучший дуэт года» (дуэт с Тимати «Лондон»).
30 ноября 2013 года в Москве прошла церемония вручения премии «Золотой Граммофон», на которой Григорию Лепсу вручили сразу 2 награды – за песню «Я счастливый» и за дуэт с Тимати «Лондон». Причем оба «Граммофона» артисту вручил пресс-секретарь президента России Дмитрий Сергеевич Песков.

## Список композиций
1. «Люди (Полный вперёд!)» — Г. Лепс/А. Троглич (3:57)
2. «Безопасность» (M. Hedstrom / E. Palmqwist, русский текст — Г. Лепс) (4:38)
3. «Запой» — M. Hedstrom/E. Palmqwist, русский текст — Г. Лепс (3:42)
4. «Ранняя тишина» - Л. Шапиро (4:07)
5. «Он был старше её» — А. Макаревич (3:57)
6. «Водопадом» — П. Евлахов (4:19)
7. «Лондон» (дуэт с Тимати) — Г. Лепс, Т. Юнусов (Тимати) (4:24)
8. «Я счастливый» — Д. Дубинский/Ю. Паренко (3:57)
9. «Где-то за тучами» — А. Добронравов/С. Каргашин (3:57)
10. «Судьба — зима» — Сирушо/А. Барсегян (4:29)
11. «Се ля ви» — К. Меладзе (3:55)

iTunes Bonus Track

12. «Водопадом» (Radio Edit) — П. Евлахов (3:49)

## Коммерческий успех альбома
Альбом «Полный вперёд!» занял первую строчку чарта российского онлайн-магазина iTunes Store, который составляется с начала декабря 2012 года. Кроме того, альбом Лепса вошёл и в самый первый чарт, составленный по результатам недели с 3 по 9 декабря 2012 года. Однако альбом «Полный вперед!» поступил в продажу только 11 декабря. В предыдущий чарт он попал на основе данных о предзаказах.